# Adriaen Isenbrant
Adriaen Isenbrant (Névváltozatok: Isenbrandt; Ysenbrant; Ysenbrandt) (Haarlem?, 1490. — Brugge, 1551. július) németalföldi festő. Úgy tartják, hogy ő volt a Hétfájdalmú Szűzanya c. kép alkotó mestere.

## Életpályája
Gerard David és a többi kortárs északi reneszánsz stílusa hatott rá, ezt ötvözte a hagyományos gótikus stílussal és itáliai hatás alatt a fény-árnyéktól elmosódó lágy körvonalakkal festett. 1510-ben vették fel a bruggei festők céhébe, ahol többször is ő volt ott a vezető.
Oltárképeket és vallási képeket alkotott, oltárképeit a Brugge-i templomokban őrzik. Képei jeles európai, amerikai múzeumok gyűjteményeiben és magángyűjteményekben találhatók. A vallási képeken belül is kitűnik, hogy a Szent Szűzzel összefüggő bibliai történetek ábrázolásában kiváló a mester és műhelye, de kiváló portrékat is festett a mester, a házi kápolnák oldalszárnyaira megfestette a megrendelő házaspár imádkozó portréit, de portréi közül kitűnik Paulus de Nigro portréja.
A budapesti Szépművészeti Múzeum is őriz tőle négy képet, köztük Szent Mihály arkangyal, Szent András és Assisi Szent Ferenc; a Szűzanya a gyermek Jézussal. A mesternek nincsenek aláírt és datált képei, ezért nehéz eligazodni, végül 1902-ben a belga művészettörténész Georges Hulin de Loo ítélt meg stíluskritikailag egy csomó képet Adrien Isenbrant festőnek, s ezzel a többi szakértő művészettörténészek többsége is egyetértett.

## Galéria

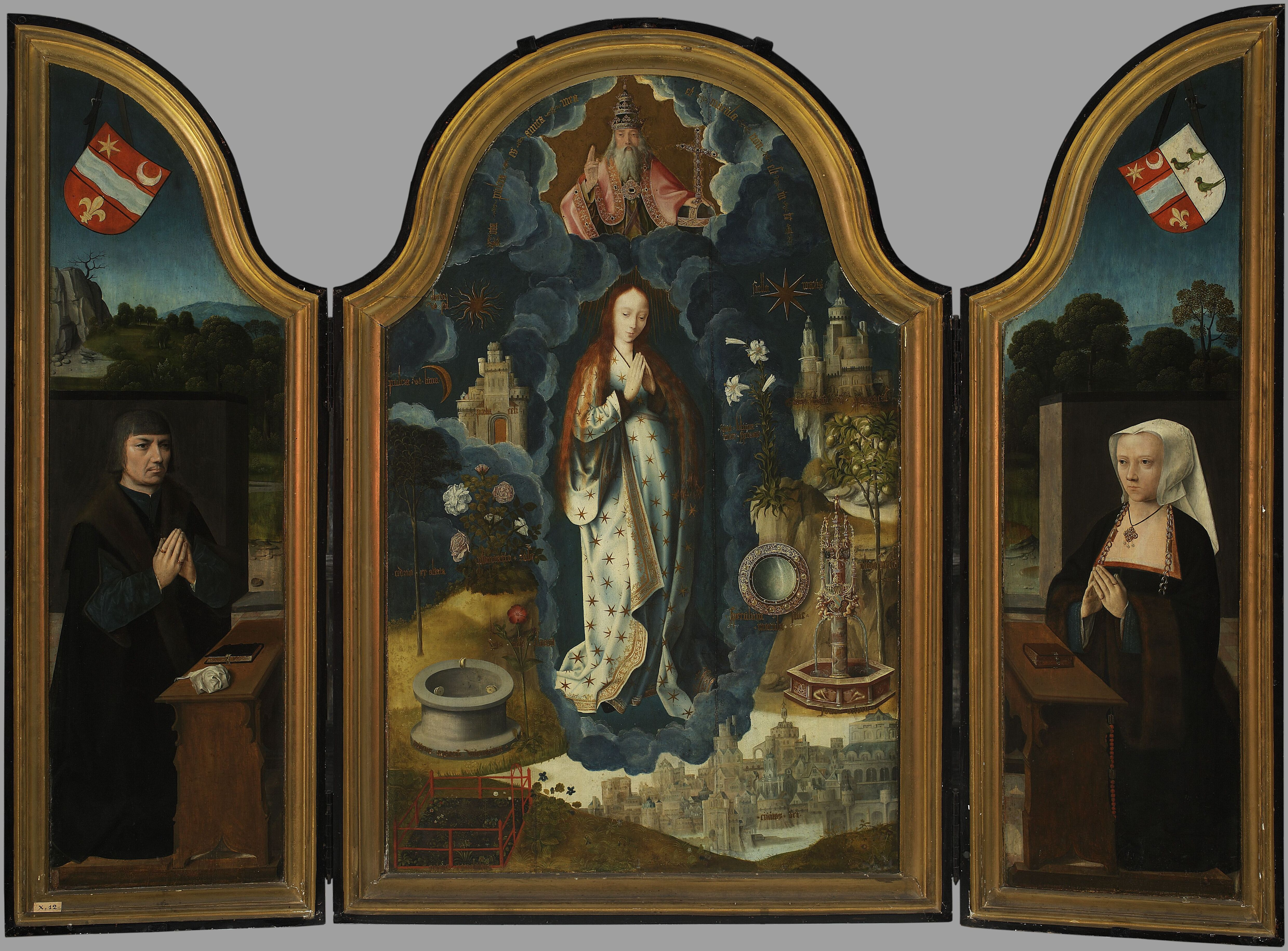
A szeplőtelen fogantatás szárnyas oltára (triptichon, Nemzeti Múzeum, Varsó)
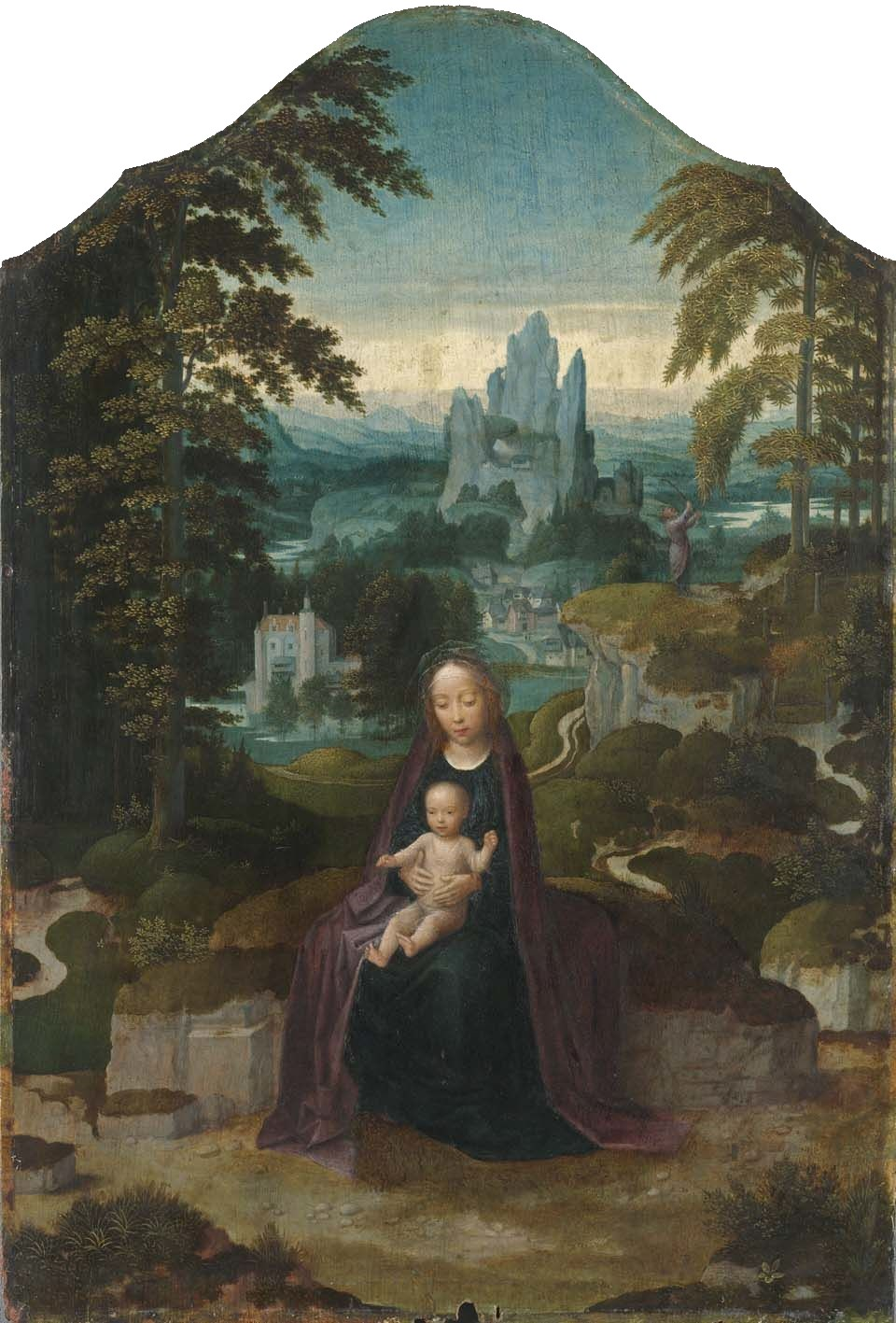
Menekülés Egyiptomba (Alte Pinakothek, München)
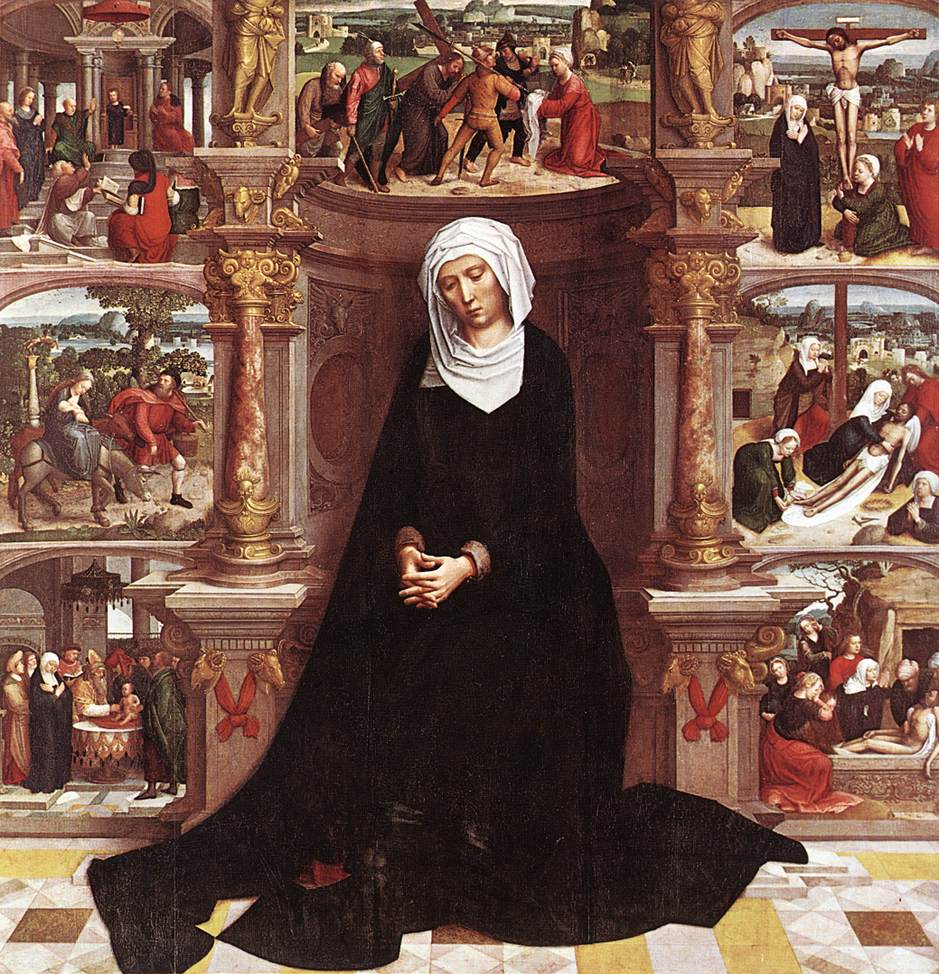
Hét fájdalmú Szűzanya (Mi Asszonyunk templom, Brugge)
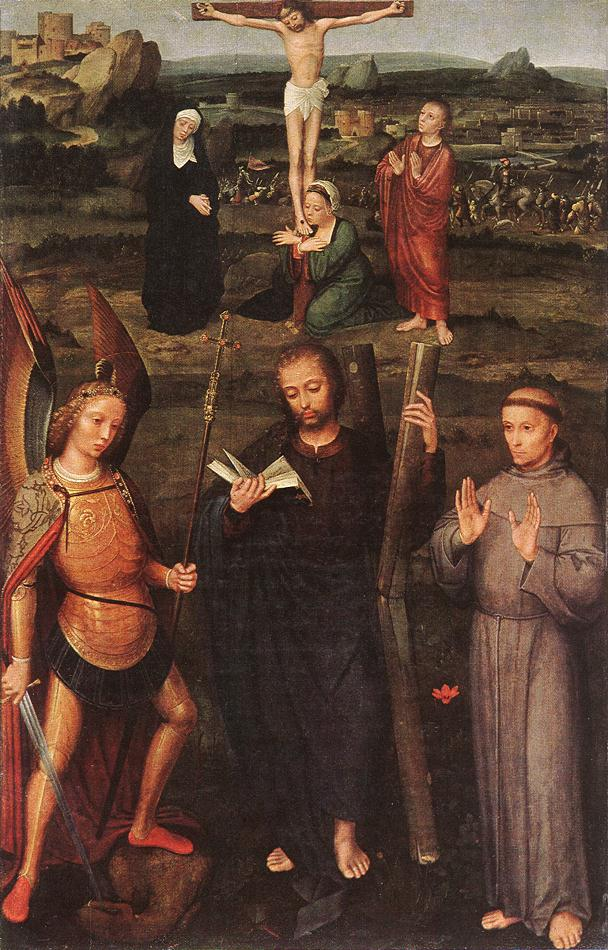
Szent Mihály arkangyal, Szent András és Assisi Szent Ferenc (Szépművészeti Múzeum, Budapest)
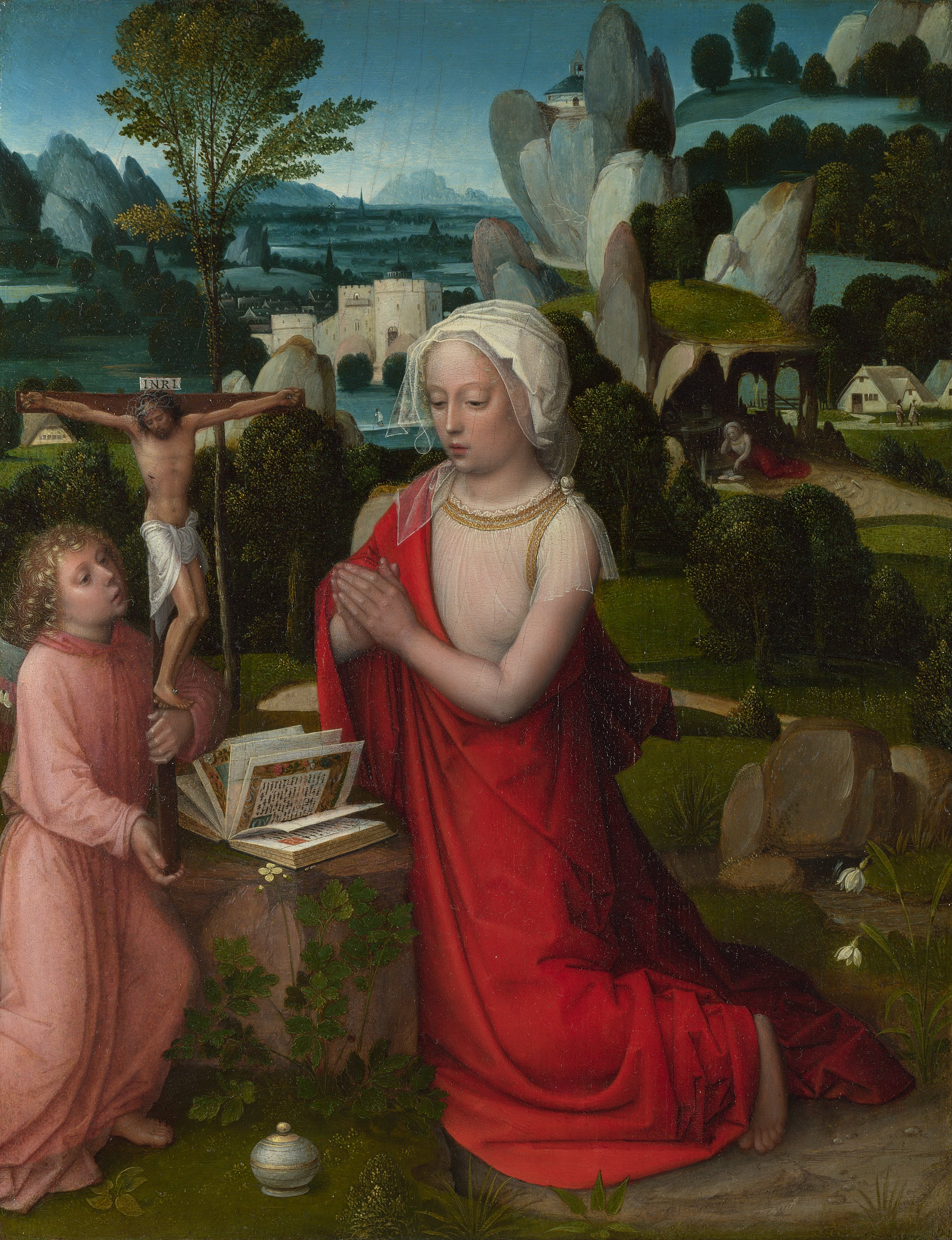
Szent Mária Magdolna tájban (National Gallery, London)